# Hexatoma nigrina
Hexatoma nigrina är en tvåvingeart som först beskrevs av Riedel 1913.  Hexatoma nigrina ingår i släktet Hexatoma och familjen småharkrankar.
Artens utbredningsområde är Taiwan. Inga underarter finns listade i Catalogue of Life.